# 1453
Il 1453 (MCDLIII in numeri romani) è un anno  del XV secolo.

## Eventi
- 2 aprile – Gli Ottomani giungono davanti a Costantinopoli.
- 22 maggio – Eclissi lunare parziale.
- 29 maggio – Caduta di Costantinopoli, dopo un lungo assedio da parte degli Ottomani di Maometto II. Gli storici datano in quest'anno la caduta dell'Impero Bizantino, anche se la resistenza bizantina in Morea durò fino al 1460 e l'Impero di Trebisonda fino al 1461. Durante l'assedio, muore Costantino XI Paleologo, l'ultimo imperatore dell'Impero Bizantino.
- 9 giugno – Secondo la tradizione, data del miracolo eucaristico di Torino.
- 17 luglio – Battaglia di Castillon: la Francia, sotto il comando di Jean Bureau, sconfigge gli inglesi di John Talbot, che rimane ucciso.
- 30 settembre – Papa Niccolò V,  saputo della caduta di Costantinopoli, emette una bolla per indire una crociata.
- 19 ottobre – Termina la guerra dei cent'anni con la ricattura di Bordeaux da parte dei Francesi, che lasciano così al Regno d'Inghilterra soltanto Calais sul suolo della Francia.
- Piero della Francesca ritorna nella sua città natale a Sansepolcro a ritirare una delle 160 balestre comunali utilizzate per la difesa cittadina.

## Nati
- 17 gennaio - Andrea Paleologo, nobile († 1502)
- 6 febbraio - Girolamo Benivieni, poeta italiano († 1542)
- 3 marzo - Filippo II di Waldeck, nobile tedesco († 1524)
- 25 marzo - Pedro Fernández de Villegas, religioso e umanista spagnolo († 1536)
- 10 maggio - Georg Fugger, banchiere e mercante tedesco († 1506)
- 13 maggio - Maria Stuart, principessa scozzese († 1488)
- 10 giugno - Francesco Soderini, cardinale e vescovo cattolico italiano († 1524)
- 12 agosto - Antonio di Neri Barili, scultore, architetto e intagliatore italiano († 1517)
- 16 agosto - Jan Standonck, religioso belga († 1504)
- 1º settembre - Gonzalo Fernández de Córdoba, generale e politico spagnolo († 1515)
- 15 settembre - Alfonso XII di Castiglia, sovrano († 1468)
- 2 ottobre - Hieronymus Bosch, pittore fiammingo († 1516)
- 13 ottobre - Edoardo di Lancaster, principe inglese († 1471)
- 28 ottobre - Giuliano de' Medici, politico italiano († 1478)
- 13 novembre - Cristoforo I di Baden, nobile tedesco († 1527)
- 20 novembre - Giacomo Cozzarelli, scultore, architetto e pittore italiano († 1515)
- 23 novembre - Clarice Orsini, nobile italiana († 1488)
- 25 novembre - Juan de Vera, cardinale spagnolo († 1507)
- Giovanni Battista Abioso, matematico, astronomo e medico italiano († 1523)
- Filippo Beroaldo il Vecchio, umanista e filologo italiano († 1505)
- João Fernandes Lavrador, esploratore portoghese († 1505)
- Filippo di Hochberg, nobile svizzero († 1503)
- Michele Marullo Tarcaniota, poeta greco († 1500)
- Michail III di Tver', principe († 1505)
- Guillaume de Montmorency, politico francese († 1531)
- Fiordelisa Maria Sforza, nobildonna italiana († 1522)
- Pietro Summonte, umanista italiano († 1526)
- Simonetta Vespucci, italiana († 1476)
- Adrián de Moxica, nobile, esploratore e navigatore spagnolo († 1499)

## Morti
- 9 gennaio - Stefano Porcari, politico e umanista italiano
- 27 febbraio - Isabella di Lorena, sovrana francese
- 9 marzo - Giovanni III Visconti, arcivescovo cattolico italiano
- 24 aprile - Carlo Marsuppini, umanista e scrittore italiano (n. 1398)
- 28 aprile - Giacomo Cocco, militare italiano (n. 1412)
- 9 maggio - Mattia di Trakai, vescovo cattolico lituano
- 29 maggio - Costantino XI Paleologo, imperatore bizantino (n. 1405)
- 29 maggio - Laura di Costantinopoli, religiosa bizantina
- 29 maggio - Demetrio Paleologo Metochite, militare e funzionario bizantino
- 29 maggio - Teofilo Paleologo, nobile e militare bizantino
- 30 maggio - Girolamo Minotto, politico italiano
- 1º giugno - Giovanni Giustiniani Longo, generale italiano (n. 1418)
- 2 giugno - Álvaro de Luna, politico spagnolo
- 3 giugno - Luca Notara, generale bizantino
- 4 giugno - Andronico Paleologo Cantacuzeno, funzionario bizantino
- 18 giugno - Iacopo Alvarotti, giurista italiano (n. 1385)
- 10 luglio - Çandarlı Halil Pascià II, politico ottomano
- 17 luglio - John Talbot, I conte di Shrewsbury, nobile e generale inglese
- 20 luglio - Enguerrand de Monstrelet, francese
- 13 ottobre - Giacomo I di Baden, sovrano tedesco (n. 1407)
- 30 ottobre - Francesco Condulmer, cardinale italiano
- 25 novembre - Juan de Cervantes, cardinale spagnolo
- 24 dicembre - John Dunstable, compositore inglese
- Giovanni Abbatelli, nobile, politico e mercante italiano
- Muhammad IX di Granada, sultano (n. 1396)
- Niccolò Baroncelli, scultore italiano
- Tomaso Fregoso, doge (n. 1370)
- Claude de Chastellux, militare francese
- Niccolò da Cornedo, scultore italiano (n. 1405)
- Gian Giacomo Crispo, duca (n. 1446)
- Martino Garrati, giurista italiano
- Giacomo Jaquerio, pittore italiano
- Paola Malatesta, nobile italiana (n. 1393)
- Giovanni Antonio Marzano, nobile italiano (n. 1399)
- Michele di Klops, monaco cristiano russo
- Niccolò da Osimo, francescano, teologo e scrittore italiano
- Gabriele Orsini del Balzo, nobile e generale italiano (n. 1404)
- Nicolò Pizzolo, pittore e scultore italiano
- Onorata Rodiani, pittrice e militare italiana (n. 1403)
- Antonio Sangallo, arcivescovo cattolico italiano
- Sofia di Lituania, principessa lituana (n. 1371)
- Parri Spinelli, pittore e scultore italiano
- Giovan Filippo Terzi Guerrieri, politico e condottiero italiano
- Urban, artigiano ungherese
- Gentile da Leonessa, condottiero italiano (n. 1408)
- Matteo di Foix, nobile francese
- Domenico di Niccolò, scultore italiano (n. 1362)

## Calendario
| Calendario 1453 | Calendario 1453 | Calendario 1453 | Calendario 1453 | Calendario 1453 | Calendario 1453 | Calendario 1453 | Calendario 1453 | Calendario 1453 | Calendario 1453 | Calendario 1453 | Calendario 1453 | Calendario 1453 | Calendario 1453 | Calendario 1453 | Calendario 1453 | Calendario 1453 | Calendario 1453 | Calendario 1453 | Calendario 1453 | Calendario 1453 | Calendario 1453 | Calendario 1453 | Calendario 1453 | Calendario 1453 | Calendario 1453 | Calendario 1453 | Calendario 1453 | Calendario 1453 | Calendario 1453 | Calendario 1453 | Calendario 1453 | Calendario 1453 |
| --------------- | --------------- | --------------- | --------------- | --------------- | --------------- | --------------- | --------------- | --------------- | --------------- | --------------- | --------------- | --------------- | --------------- | --------------- | --------------- | --------------- | --------------- | --------------- | --------------- | --------------- | --------------- | --------------- | --------------- | --------------- | --------------- | --------------- | --------------- | --------------- | --------------- | --------------- | --------------- | --------------- |
|                 | 1               | 2               | 3               | 4               | 5               | 6               | 7               | 8               | 9               | 10              | 11              | 12              | 13              | 14              | 15              | 16              | 17              | 18              | 19              | 20              | 21              | 22              | 23              | 24              | 25              | 26              | 27              | 28              | 29              | 30              | 31              |                 |
| Gennaio         | Lu              | Ma              | Me              | Gi              | Ve              | Sa              | Do              | Lu              | Ma              | Me              | Gi              | Ve              | Sa              | Do              | Lu              | Ma              | Me              | Gi              | Ve              | Sa              | Do              | Lu              | Ma              | Me              | Gi              | Ve              | Sa              | Do              | Lu              | Ma              | Me              |                 |
| Febbraio        | Gi              | Ve              | Sa              | Do              | Lu              | Ma              | Me              | Gi              | Ve              | Sa              | Do              | Lu              | Ma              | Me              | Gi              | Ve              | Sa              | Do              | Lu              | Ma              | Me              | Gi              | Ve              | Sa              | Do              | Lu              | Ma              | Me              |                 |                 |                 |                 |
| Marzo           | Gi              | Ve              | Sa              | Do              | Lu              | Ma              | Me              | Gi              | Ve              | Sa              | Do              | Lu              | Ma              | Me              | Gi              | Ve              | Sa              | Do              | Lu              | Ma              | Me              | Gi              | Ve              | Sa              | Do              | Lu              | Ma              | Me              | Gi              | Ve              | Sa              |                 |
| Aprile          | Do              | Lu              | Ma              | Me              | Gi              | Ve              | Sa              | Do              | Lu              | Ma              | Me              | Gi              | Ve              | Sa              | Do              | Lu              | Ma              | Me              | Gi              | Ve              | Sa              | Do              | Lu              | Ma              | Me              | Gi              | Ve              | Sa              | Do              | Lu              |                 |                 |
| Maggio          | Ma              | Me              | Gi              | Ve              | Sa              | Do              | Lu              | Ma              | Me              | Gi              | Ve              | Sa              | Do              | Lu              | Ma              | Me              | Gi              | Ve              | Sa              | Do              | Lu              | Ma              | Me              | Gi              | Ve              | Sa              | Do              | Lu              | Ma              | Me              | Gi              |                 |
| Giugno          | Ve              | Sa              | Do              | Lu              | Ma              | Me              | Gi              | Ve              | Sa              | Do              | Lu              | Ma              | Me              | Gi              | Ve              | Sa              | Do              | Lu              | Ma              | Me              | Gi              | Ve              | Sa              | Do              | Lu              | Ma              | Me              | Gi              | Ve              | Sa              |                 |                 |
| Luglio          | Do              | Lu              | Ma              | Me              | Gi              | Ve              | Sa              | Do              | Lu              | Ma              | Me              | Gi              | Ve              | Sa              | Do              | Lu              | Ma              | Me              | Gi              | Ve              | Sa              | Do              | Lu              | Ma              | Me              | Gi              | Ve              | Sa              | Do              | Lu              | Ma              |                 |
| Agosto          | Me              | Gi              | Ve              | Sa              | Do              | Lu              | Ma              | Me              | Gi              | Ve              | Sa              | Do              | Lu              | Ma              | Me              | Gi              | Ve              | Sa              | Do              | Lu              | Ma              | Me              | Gi              | Ve              | Sa              | Do              | Lu              | Ma              | Me              | Gi              | Ve              |                 |
| Settembre       | Sa              | Do              | Lu              | Ma              | Me              | Gi              | Ve              | Sa              | Do              | Lu              | Ma              | Me              | Gi              | Ve              | Sa              | Do              | Lu              | Ma              | Me              | Gi              | Ve              | Sa              | Do              | Lu              | Ma              | Me              | Gi              | Ve              | Sa              | Do              |                 |                 |
| Ottobre         | Lu              | Ma              | Me              | Gi              | Ve              | Sa              | Do              | Lu              | Ma              | Me              | Gi              | Ve              | Sa              | Do              | Lu              | Ma              | Me              | Gi              | Ve              | Sa              | Do              | Lu              | Ma              | Me              | Gi              | Ve              | Sa              | Do              | Lu              | Ma              | Me              |                 |
| Novembre        | Gi              | Ve              | Sa              | Do              | Lu              | Ma              | Me              | Gi              | Ve              | Sa              | Do              | Lu              | Ma              | Me              | Gi              | Ve              | Sa              | Do              | Lu              | Ma              | Me              | Gi              | Ve              | Sa              | Do              | Lu              | Ma              | Me              | Gi              | Ve              |                 |                 |
| Dicembre        | Sa              | Do              | Lu              | Ma              | Me              | Gi              | Ve              | Sa              | Do              | Lu              | Ma              | Me              | Gi              | Ve              | Sa              | Do              | Lu              | Ma              | Me              | Gi              | Ve              | Sa              | Do              | Lu              | Ma              | Me              | Gi              | Ve              | Sa              | Do              | Lu              |                 |